# Балто 3: Крылья перемен
«Балто 3: Крылья перемен» (англ. Balto III: Wings of Change) — американский полнометражный мультфильм 2004 года режиссёра Фила Вайнштейна, триквел мультфильма «Балто». Как и «Балто 2», фильм не предназначался для кинопроката и сразу был выпущен на видеоносителях.

## Сюжет
Спустя два года после событий второго фильма, Балто и его сын Коди узнают о том, что самолёт может свести на нет актуальность собачьих саней по перевозке почты. Неунывающие герои решают устроить гонку-соревнование между упряжкой бывалых псов и опытным летчиком по имени Дюк. При этом Балто очарован самолётом и мечтает сам на нём полетать.
Параллельно друг Балто, гусь Борис, влюбляется в гусыню Стеллу, но стесняется ей признаться, что не летает от страха перед высотой. Борис случайно попадает в мешок с почтой Дюка, когда Стелла узнала что Борис врал ей. Но на обратном пути пилот заблудился в тумане и разбился в лесу.
Ликующие псы добираются до финиша первыми: они смогли доказать своё превосходство над железной летающей птицей. Но Балто сразу понял, что с Дюком и его самолётом что-то случилось. Он решает отправиться его спасать. Коди и его соработники-псы отказались идти, поскольку им дороже работа. Балто рассержен на сына за эгоизм, но не уговаривает его идти. С ним отправляются Стелла и Мак с Лаком, которые испугались самолёта в момент крушения. Дженна, узнав о решении Балто, уговаривает сына передумать.
Балто находит Дюка и начинает увозить его на санях из куска металла, так как он сломал колено. Коди и его собаки примчались в последний момент и привязались к саням, после чего доехали до Нома. Мечта Балто сбылась, Дюк сделал его своим компаньоном и он увидел землю с высоты птичьего полета, а Борис наконец признался Стелле в своём страхе перед высотой и она его простила за враньё.

## Роли озвучивали
| Персонаж | Исполнитель в оригинале | Дубляж DVD (2004 год) | Дубляж телеканала СТС (2012 год) |
| -------- | ----------------------- | --------------------- | -------------------------------- |
| Балто    | Морис Ламарш            | Андрей Симанов        | Андрей Симанов                   |
| Дженна   | Джоди Бенсон            | Жанна Никонова        | Наталья Казначеева               |
| Коди     | Шон Астин               | Олег Вирозуб          | Михаил Тихонов                   |
| Дюк      | Кит Кэррадайн           | Андрей Симанов        | Игорь Тарадайкин                 |
| Борис    | Чарльз Флейшер          | Олег Вирозуб          | Михаил Тихонов                   |
| Стелла   | Джин Смарт              | Ирина Маликова        | Светлана Старикова               |
| Дипси    | Кэти Наджими            | Елена Борзунова       | Светлана Старикова               |
| Мэл      | Дэвид Пеймер            | Александр Котов       | Игорь Тарадайкин                 |
| Дасти    | Чарити Джеймс           | Елена Борзунова       | Наталья Казначеева               |
| Кёрби    | Карл Уезерс             | Алексей Борзунов      | Игорь Тарадайкин                 |